# C16H20
化学式C16H20（摩尔质量：212.336 g/mol）可指：

## C6萘
- 二异丙基萘，混合CAS号：38640-62-9 
  - 1,2-二异丙基萘，CAS号：94133-79-6 
  - 1,3-二异丙基萘，CAS号：57122-16-4 
  - 1,4-二异丙基萘，CAS号：24157-79-7 
  - 1,5-二异丙基萘，CAS号：27351-96-8 
  - 1,6-二异丙基萘，CAS号：51113-41-8 
  - 1,7-二异丙基萘，CAS号：94133-80-9 
  - 1,8-二异丙基萘，CAS号：24192-58-3 
  - 2,3-二异丙基萘，CAS号：94133-81-0 
  - 2,6-二异丙基萘，CAS号：24157-81-1 
  - 2,7-二异丙基萘，CAS号：40458-98-8

## 其它
- 1-苯基金刚烷，CAS号：780-68-7

|  | 这个同类索引页列出了具有相同分子式的化学物（即同分異構體）条目。 除非您是有意链接至本页，否则应将相应条目的内部链接指向正确的条目。 |